# Mirabel (Tarn-et-Garonne)
Mirabel (okzitanisch: Mirabèl) ist eine französische Gemeinde mit 1.042 Einwohnern (Stand: 1. Januar 2022) im Département Tarn-et-Garonne in der Region Okzitanien. Mirabel gehört zum Arrondissement Montauban und zum Kanton Quercy-Aveyron (bis 2015: Kanton Caussade). Die Einwohner werden Mirabelais genannt.

## Geographie
Mirabel liegt etwa 14 Kilometer nordnordöstlich von Montauban im Quercy. Umgeben wird Mirabel von den Nachbargemeinden Molières im Norden, Saint-Vincent-d’Autéjac im Osten und Nordosten, Réalville im Osten und Südosten, Albias im Süden, L’Honor-de-Cos im Westen und Südwesten sowie Puycornet im Westen.

## Bevölkerungsentwicklung
| 1962                      | 1968 | 1975 | 1982 | 1990 | 1999 | 2006 | 2013 |
| ------------------------- | ---- | ---- | ---- | ---- | ---- | ---- | ---- |
| 877                       | 857  | 885  | 910  | 879  | 839  | 957  | 1013 |
| Quelle: Cassini und INSEE |      |      |      |      |      |      |      |

## Sehenswürdigkeiten
- Kirche Notre-Dame-des-Misères aus dem 12. Jahrhundert
- Altes Zisterzienserkloster in La Garde-Dieu, Taubenhaus seit 1950 Monument historique

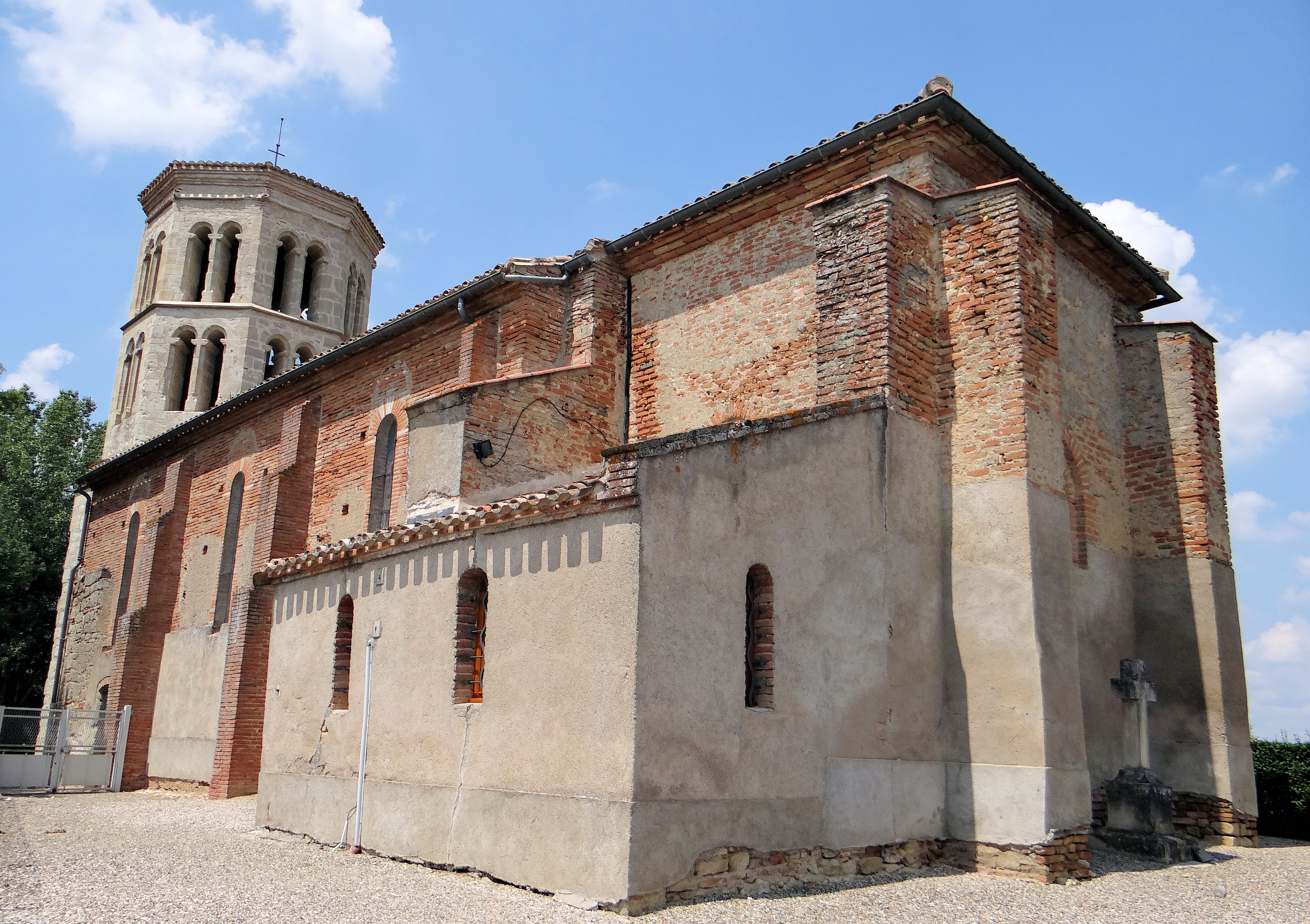
Kirche Notre-Dame-des-Misères